# Frammersbach

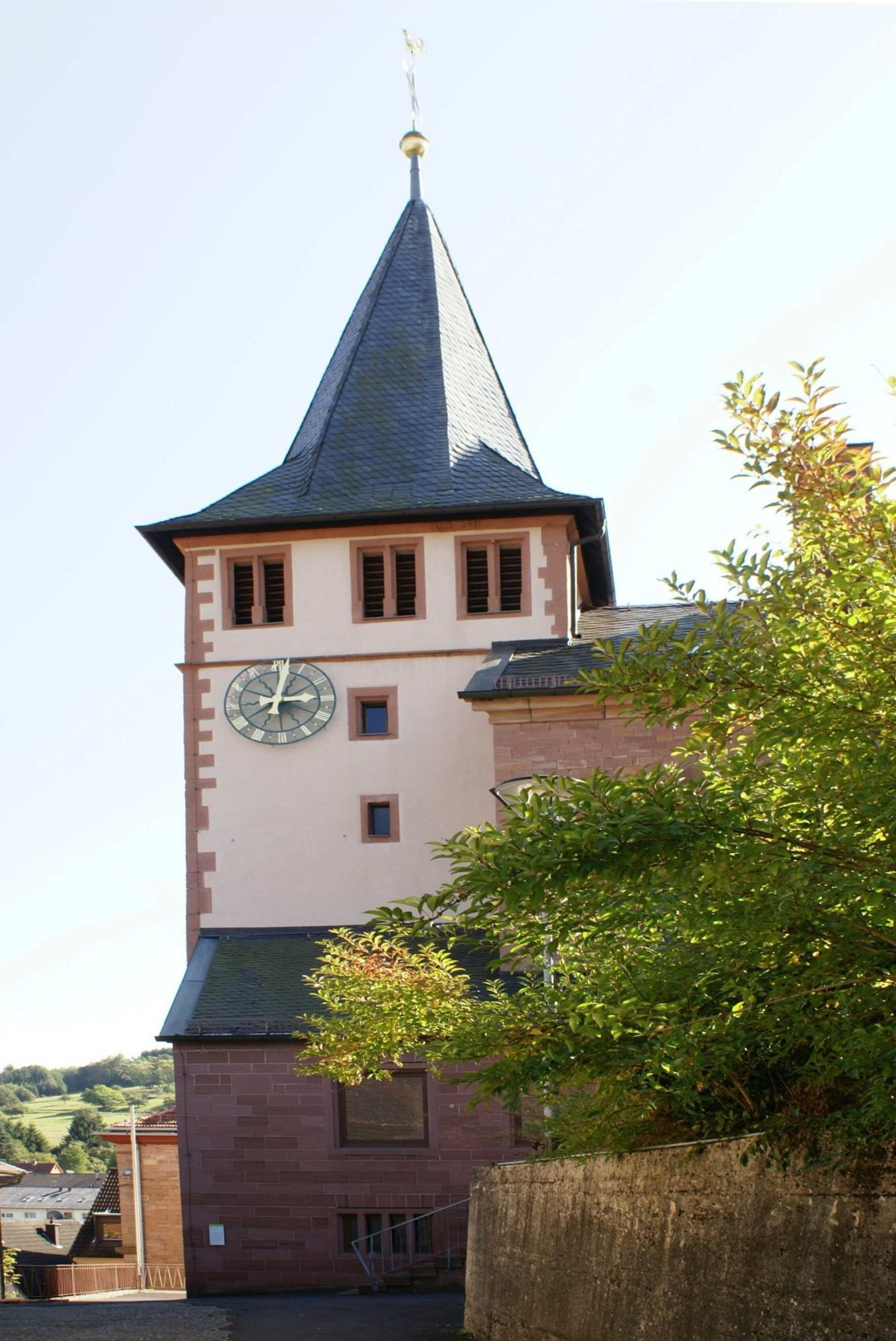
Glockenturm der Pfarrkirche St. Bartholomäus

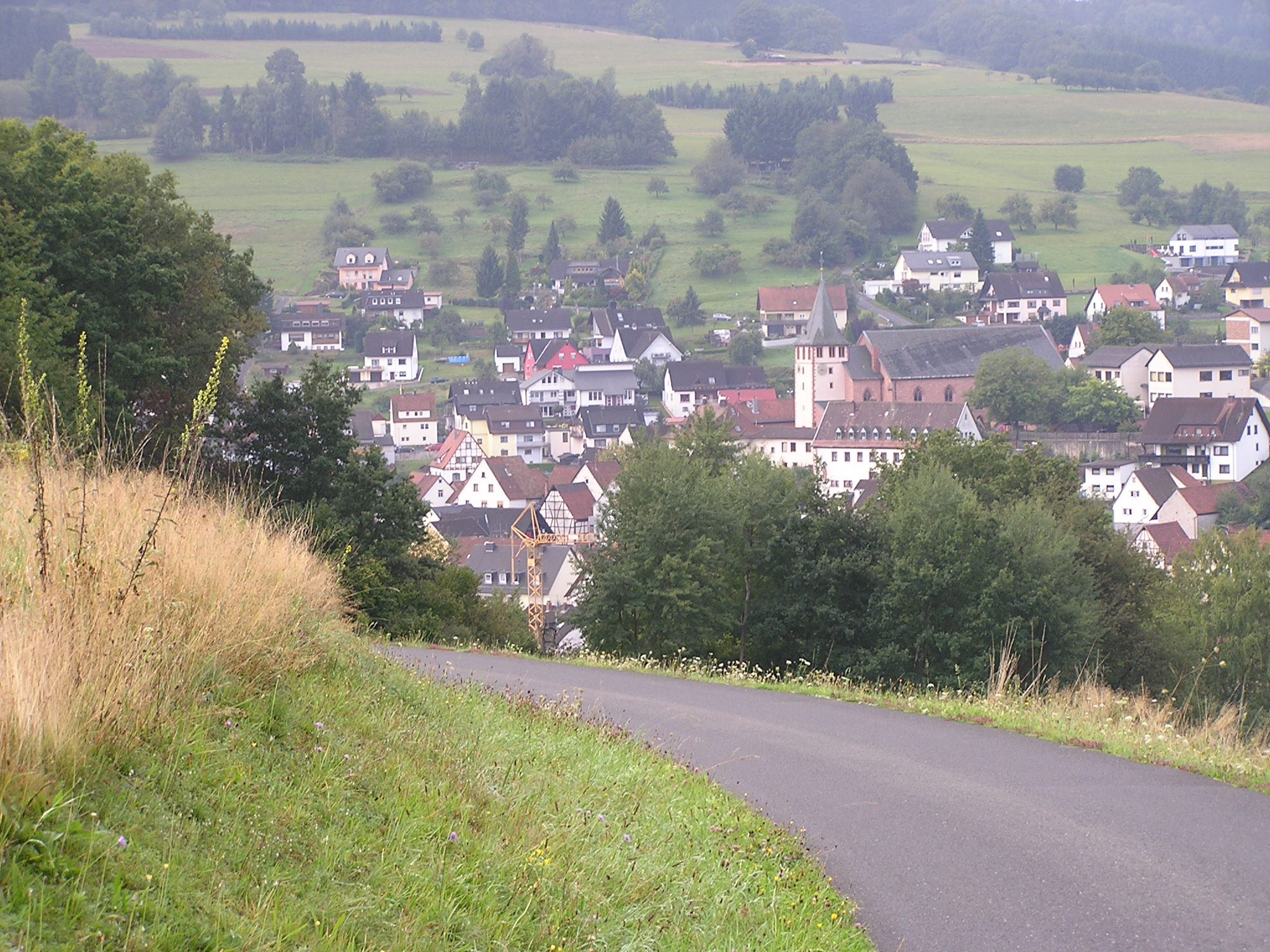
Das Zentrum Frammersbachs vom Bäckersberg

Frammersbach ist ein Markt im unterfränkischen Landkreis Main-Spessart.

## Geografie

### Geografische Lage
Der staatlich anerkannte Erholungsort liegt zwischen Würzburg und Aschaffenburg mitten im Naturpark Spessart. Der Hauptort liegt am Zulauf des Laubersbachs zur Lohr; Habichsthal in geographisch getrennter kleiner Gemarkung etwa fünf Kilometer westlich davon im kurzen Mühlbach-Seitental des erst unterhalb der Gemeindegrenzen in die Lohr fließenden Aubachs. Der mit 460 m ü. NHN topographisch höchste Punkt der Gemeinde (Lage) befindet sich westlich von Habichsthal am Osthang des Sandkopfes, der niedrigste auf 199 m ü. NHN an der Lohr (Lage).

### Gemeindegliederung
Die Gemeinde hat zwei Gemeindeteile (in Klammern ist der Siedlungstyp angegeben):
- Frammersbach (Hauptort)
- Habichsthal (Kirchdorf)

Die früheren Orte Herbertshain, Hofreith (auch Hofraith) und Schwartel sind heute mit Frammersbach baulich verwachsen.
Es gibt die Gemarkungen Frammersbach und Habichsthal.

### Nachbargemeinden
| Gemeinde Wiesen und Frammersbacher Forst (Gemeindefreies Gebiet) | Gemeinde Flörsbachtal                       | Haurain (Gemeindefreies Gebiet)              |
| Heinrichsthaler Forst (Gemeindefreies Gebiet)                    | Kompassrose, die auf Nachbargemeinden zeigt | Frammersbacher Forst (Gemeindefreies Gebiet) |
| Gemeinde Wiesthal                                                | Partensteiner Forst (Gemeindefreies Gebiet) | Gemeinde Partenstein                         |

### Berge
Nahe liegen im Bogen von Nordwesten nach Nordosten der Wellersberg, die Hermannskoppe, der Lohrberg und der Eichenberg, alle bewaldet mit Höhen zwischen 479 und 567 m ü. NHN.
Unmittelbar nordwestlich des Ortes überragt ihn der weitgehend unbewaldete Mündungssporn des Laubersbachs zur Lohr mit dem Namen Heuberg (365 m ü. NHN (Lage)) mit einem kleinen Flugplatz mit kurzer Piste.

### Ortsplanung
Im Rahmen des Bund-Länder-Förderungsprogramm III – Stadtumbau West wurde von 2007 bis 2015 unter Beteiligung der Bürger das Ortszentrum neu gestaltet. Im Jahre 2003 wurde mit der Erstellung eines Gemeindeleitbilds begonnen, das im 1. Quartal 2011 verabschiedet wurde.
Der Markt Frammersbach ist ein gewachsener Handelsplatz und hat überörtliche Versorgungsfunktionen. Laut des aktuellen Regionalplans der Region Würzburg (Stand 27. Oktober 2023) ist Frammersbach als Grundzentrum eingestuft. Im zugehörigen Nahbereich des Grundzentrums Frammersbach liegen die Gemeinden Partenstein, Wiesthal und Neuhütten. Unabhängig vom Regionalplan ist davon auszugehen, dass Frammersbach zum Teil auch überörtliche Versorgungsfunktionen für die in Hessen liegende Gemeinde Flörsbachtal und die angrenzenden im Landkreis Aschaffenburg liegenden Gemeinden Wiesen, Heinrichsthal und Heigenbrücken leistet.
Während der im Regionalplan definierte Nahbereich zusammen mit Frammersbach selbst knapp 10.000 Einwohner umfasst, schätzt die Gemeinde Frammersbach den Einzugsbereich auf ca. 18.500 Einwohner.

## Name

### Etymologie
Der Ortsname stammt vom gleichnamigen, heute Laubersbach genannten Bach, der den westlichen Teil des Ortes durchfließt und in der Ortsmitte in die Lohr mündet.

### Frühere Schreib- und Sprechweisen
Frühere Schreibweisen aus historischen Karten und Urkunden:
| - 1250 „Vremerbach“ - 1293 „Vroymersbach“ - 1339 „Fromersbach“ | - 1356 „Frammerspach“ - 1656 „Frammersbach“ - 1819 „Frammersbach“, „gemeinhin Flammersbach“ |

## Geschichte
Aus der Stein-, Bronze- und Eisenzeit gibt es Einzelfunde im Bereich der heutigen Gemeinde.

### Mittelalter und Frühe Neuzeit
Der Ort wurde wohl während der fränkischen Landnahme ab dem 6./7. Jahrhundert systematisch(er) besiedelt, 1314 wurde er urkundlich erwähnt. Frammersbach gehörte bis 1416 zur Pfarrei Lohrhaupten, von 1553 bis 1605 war es evangelisch. Das im Gemeindearchiv erhaltene Sechserbuch beinhaltet die Beschlüsse des Dorfgerichts von 1572 bis 1764 an der Wende vom Mittelalter zur Neuzeit. Johann Philipp von Schönborn gab Frammersbach 1665 das Recht auf zwei jährliche Viehmärkte, was aber nicht mit einer „Erhebung“ zum Markt gleichzusetzen ist. Der Charakter eines Marktes ergab sich aus der Größe des Dorfes und wurde erst im 19. Jahrhundert manifestiert.
Wirtschaftshistorische Bedeutung erlangte Frammersbach als „Fuhrmannsdorf“. So wurden die Frammersbacher Fuhrleute schon 1430 in Antwerpener Dokumenten erwähnt, wo sie später im Hessenhaus ihre Wägen einstellen und nächtigen konnten. Insbesondere im 16. und in der ersten Hälfte des 17. Jahrhunderts hatten Frammersbacher Fuhrleute zwar kein Monopol auf den Hauptstrecken Antwerpen–Leipzig und Frankfurt–Nürnberg, befuhren sie aber häufig, ebenso auch weitreichendere Strecken. Transportiert wurden hauptsächlich Gewürze, Edelmetalle, Stoffe und Glas. Zudem waren die Frammersbacher als Händler von Schreibmaterialien weithin bekannt. Vor dem Dreißigjährigen Krieg, unter dem der Ort sehr litt, hatte er bereits ca. 1400 Einwohner. Mit dem Aufkommen der Mainschifffahrt und der Eisenbahn Mitte des 19. Jahrhunderts war die Ära der Frammersbacher Fuhrmannszunft beendet.
Im Jahre 1784 gehörte Frammersbach wie Wiesen, Ruppertshütten und Partenstein zur Amtsvogtei Frammersbach in der Amtsverweserei und Kellerei Lohr im Oberamt Orb und Lohr des Kurfürstentums Mainz.

### 19. Jahrhundert
Mit dem Reichsdeputationshauptschluss kam Frammersbach 1803 an das neugebildete Fürstentum Aschaffenburg. Zu Zeiten des Großherzogtums Frankfurt war der Ort Frammersbach Sitz der Districtsmairie Frammersbach im Departement Aschaffenburg. Maire war Jacob Weis. Durch die Verträge von Paris wurde Frammersbach bayerisch und Sitz des Landgerichts Frammersbach. Die damalige Gemeinde entstand aus den Orten Eisenhammer, Ölmühle, Hockenruhe, einer Ziegelhütte und Frammersbach im Zuge der Verwaltungsreformen in Bayern durch das Gemeindeedikt von 1818. 1819 bestand die Gemeinde Frammersbach aus 425 Häusern und 1200 Einwohnern (Seelen). Damals war der heutige Ortsteil Frammersbach in vier Viertel geteilt, das Schwanderviertel oder auch Schwartl, das Hofreuterviertel oder Hofrait, das Frammersbacher Viertel (Ortskern Frammersbach mit der Pfarrkirche St. Bartholomäus) und das Herbertshainer Viertel.

### Verwaltungsgeschichte
Im November 1823 wurde das Landgericht Frammersbach aufgelöst und mit der damaligen Gemeinde Frammersbach dem Landgericht Lohr zugeteilt. 1862 wurde daraus das Bezirksamt Lohr am Main gebildet. 1939 wurde wie überall im Deutschen Reich die Bezeichnung Landkreis eingeführt. Frammersbach war dann eine der 26 Gemeinden im Landkreis Lohr am Main. Mit der Auflösung des Landkreises Lohr am Main kam Frammersbach am 1. Juli 1972 in den neu gebildeten Landkreis Mittelmain, der zehn Monate später seinen endgültigen Namen Landkreis Main-Spessart erhielt.

### 20. Jahrhundert
Im 20. Jahrhundert war die Heimschneiderei und nach dem Zweiten Weltkrieg die Kleiderfabrik von Alfons Müller-Wipperfürth von besonderer wirtschaftlicher Bedeutung für Frammersbach.
Durch die Heimschneiderei gab es in Frammersbach auch die Bügeleisensteuer, wohl ein Kuriosum, denn sie war außerhalb von Frammersbach unbekannt. In Frammersbach waren etwa 300 Heimschneider als Zulieferer für die Aschaffenburger Bekleidungshersteller tätig. Da sie alle elektrische Bügeleisen benutzten, war der Stromverbrauch im Ort entsprechend hoch. Das brachte die Gemeindevertreter auf die Idee, für jedes elektrische Bügeleisen eine Gebühr zu erheben und sich auf diese Weise eine sichere Einnahmequelle zu verschaffen, eine besondere "Gewerbesteuer". Die Bügeleisensteuer wurde um 1952 wieder abgeschafft.

### Eingemeindungen
Im Zuge der Gebietsreform in Bayern wurde am 1. Januar 1975 die Gemeinde Habichsthal eingegliedert.

### Einwohnerentwicklung
Im Zeitraum von 1988 bis 2020 sank die Einwohnerzahl von 4815 auf 4478 um 337 bzw. um 7,0 %.

## Politik

### Bürgermeister
Seit 23. Januar 2017 ist Christian Holzemer (SPD) Erster Bürgermeister.

### Gemeinderat
Die Kommunalwahl 2020 führte zu folgender Sitzverteilung:
- CSU: 5 Sitze
- SPD: 4 Sitze
- FW: 5 Sitze
- Grüne: 2 Sitze

Gegenüber der Wahl vom 16. März 2014 mussten die CSU und die SPD jeweils einen Sitz an die neu angetretenen Grünen abgeben.

### Wappen
| | Blasonierung: „Gespalten von Silber und Rot; vorne ein stehender grüner Fuhrmann in altertümlicher Gewandung, ein Barett auf dem Haupt und eine Peitsche in der Rechten; hinten über drei goldenen Balken ein sechsspeichiges silbernes Rad“ |
| Wappenbegründung: Der Mann stellt einen Frammersbacher Fuhrmann nach einem Holzschnitt von Hans Weigel aus dem Jahr 1577 dar. Das Frammersbacher Fuhrwesen war im Auftrag großer Handelshäuser wie der Fugger im gesamten europäischen Raum unterwegs und erreichte im 16. Jahrhundert seine größte Blüte. Die Balken sind dem Wappen der Grafen von Rieneck entnommen, die bis zu ihrem Aussterben 1559 die Zehnt als mainzisches Lehen inne hatten. Das Rad ist das so genannte Mainzer Rad und erinnert an die Landesherrschaft des Kurstaates Mainz bis 1803. Dieses Wappen wird seit 1956 geführt. | |

### Partnerschaften
Frammersbach unterhält Partnerschaften mit dem französischen Orbec (seit 1988) sowie mit dem
ungarischen Mecseknádasd (Nadasch) (seit 11. Oktober 2003). In Mecseknádasd leben Nachkommen ausgewanderter Frammersbacher, die noch einen Dialekt sprechen, der dem Frammersbacher ähnelt. Außerdem besteht eine Patenschaft mit Jáchymov in Tschechien. Sie wurde am 14. Mai 1977 durch ehemalige Bürger aus St. Joachimsthal/Dürnberg, die nach der Vertreibung in Frammersbach ansässig wurden, initiiert. In beiden Regionen gab es Bannwälder, es durfte nur am Rande gesiedelt werden. In beiden Gebieten gab bzw. gibt es einen Eselsweg und jeweils ein Dorf mit überdurchschnittlich vielen Fuhrleuten, Frammersbach im Spessart und Reischdorf im Erzgebirge.

## Dialekt und Mundart
Der Frammersbacher Dialekt wurde vermutlich mitgeprägt durch die Fuhrleute, die vom Mittelalter bis ins 19. Jahrhundert Waren von Nürnberg bis nach Antwerpen brachten. So fanden viele fremdsprachliche Wörter auch bei den Frammersbachern Gebrauch.

## Verkehrsanbindung

### Straßenverkehr
Durch Frammersbach verläuft in Nord-Süd-Richtung die Bundesstraße 276 und endet in West-Ost-Richtung die Staatsstraße 2305.
Die günstigsten Anbindungen an die Bundesautobahnen sind
- an die BAB 3 Richtung Frankfurt die Anschlussstelle Hösbach (32 km) und in Richtung Nürnberg die Anschlussstelle Rottendorf (64 km);
- an die BAB 7 Richtung Kassel die Anschlussstelle Hammelburg (48 km) und in Richtung Ulm die Anschlussstelle Biebelried (68 km);
- an die BAB 66 Richtung Frankfurt die Anschlussstelle Gelnhausen (30 km) und Richtung Fulda die Anschlussstelle Bad Orb (28 km).

### Bus und Bahn
Werktags ist der Ort durch folgende Buslinien erschlossen:
- Lohr – Partenstein – Frammersbach (Linie 652)
- Frammersbach – Habichsthal – Wiesthal
- Frammersbach – Flörsbachtal – Jossgrund – Bad Orb

Frammersbach ist über den Bahnhof Partenstein (5 km) an die Main-Spessart-Bahn angeschlossen.
Der Güterverkehr über die Schiene erfolgt über den Bahnhof Lohr am Main (13 km).

### Flugverkehr
Der nächstliegende internationale Flughafen bei Frankfurt ist in etwa 80 km über die BAB 3 bzw. die BAB 66 zu erreichen. Der Flughafen Nürnberg ist etwa 160 km entfernt.
Der von Alfons Müller-Wipperfürth angelegte Sportflugplatz (Lage) auf dem Heuberg wird nur mehr für Modellflugzeuge genutzt.
In unmittelbarer Nähe liegt der Startplatz für Paraglider.

## Bildung und Kultur

### Schulen
- Grund- und Mittelschule Frammersbach (zweizügige Verbandsschule),
- Nebenstelle der Volkshochschule in Lohr am Main

### Kindergärten
- Kindergarten St. Josef
- Kindergarten St. Elisabeth
- Waldkindergarten Spessartfüchse

### Öffentliche Einrichtungen
- Gemeindebücherei
- Fuhrmann- und Schneidermuseum
- Mälzereimuseum in der Waldschloss-Brauerei
- Jugendzentrum Magic Box unter sozialpädagogischer Leitung

### Kirchen und bedeutende Bildstöcke
- Pfarrkirche St. Bartholomäus
- Pfarrkirche St. Thekla (OT Habichsthal)
- evangelische Friedenskirche (Lage)
- Kreuzkapelle aus dem 15. Jahrhundert (Lage)[22]
- Gläsernes Heiliges

### Lehr- und Kulturpfade
- Feuchtwiesen-Erlebnispfad[23]
- drei Kulturwanderwege des Archäologischen Spessartprojekts[24][25][26]
- Walderlebnispfad
- Waldlehrpfad
- Kunst im Wald (zwischen Parkplatz Rinderbach und bayrischer Schanz)

### Sportstätten und Freizeitanlagen
- beheiztes Terrassenfreibad, auf einem drei Hektar großen Gelände bestehen vier Schwimmbecken in vier Ebenen mit ca. 2000 m² Wasserfläche (Lage)
- Sportgebiet Orber Straße
  - vier Bundeskegelbahnen, auf denen der KSC (Kegel Sport Club) Frammersbach mit je einer Damen- und Herren-Mannschaft sowie zwei weiteren Herren, der zweiten Damenmannschaft, einer gemischten und einer Jugendmannschaft kegelt
  - Skateanlage mit Quarter-Pipe
  - Fußballplätze, auf denen die Mannschaften des TUS Frammersbach spielen
  - Tennisplätze
- Sportgebiet am Sauerberg
  - Wintersportgebiet am Sauerbergmit Skihang/Ski-Lift, Skating-/Klassikloipen, Rodelbahn und auch im Sommer bewirtschafteter Skihütte (Lage)
  - drei Faustballplätze an der Skihütte
  - Waldsportplatz mit bewirtschafteter Fußballerhütte (Lage)
- Dreifach-Sporthalle unterhalb des Heubergs mit Außensportanlagen (Fuß-/Basketballplatz)
- Ehemaliger Flugplatz auf dem Heuberg
  - Modellflugplatz des Luftsportclubs Frammersbach
  - Startplatz für Gleitschirmflieger
- Schützenhaus mit Luftgewehrschießstand
- mehrere Mountainbike-Strecken, Frammersbach ist Austragungsort für den Internationalen Spessart-Bike-Marathon und war im Jahr 2005 der Europameisterschaft im Mountainbike-Marathon sowie Etappenort der CRAFT Bike Trans Germany seit 2006
- Die Mittelalter-Radroute führt auf ihrem Weg von Büdingen, Gelnhausen und Bad Orb über Frammersbach weiter bis nach Lohr am Main.[27]
- Wassertretanlagen im Lohrtal und Laubersbachtal
- Aubachseen in Habichsthal (Lage)

### Vereine
In Frammersbach sind 45 Ortsvereine aktiv.

### Brauchtum und Feste
- Hähnewettkrähen am 1. Mai im Wellerstal
- Vatertagsfest (Christi Himmelfahrt) des Angelsportverein im Wellerstal
- Köhlerfest zu Pfingsten (Lage)
- Bike-Marathon Ende Juni
- Hoffest der Musikkapelle nach Sommerbeginn
- Frammersbacher Festtage vulgo „Großes Fest“ Anfang Juli
- Feuerwehrfest an der Kreuzkapelle Ende Juli
- „Kirb“ (Kirchweih) am letzten Augustwochenende, bei der bis 2010 die 17- bis 18-jährigen Jugendlichen aus dem Ort mit reichlichem Alkoholkonsum in die Gemeinschaft der Erwachsenen aufgenommen wurden. 2011 wurde die Tradition von älteren Gemeindebürgern unter stärkerer Berücksichtigung der Ursprünge weitergeführt. Die Zeremonie erfolgt nach festgelegten Ritualen (Kirbbaumaufstellung; Taufe und Beerdigung einer Kirbmoo d. h. Kirchweihmann genannten Strohpuppe). Vermutlich feierten früher die Burschen aus dem Dorf das Ende der Lehrzeit mit diesem Fest, bevor durch die Verlängerung der Schulpflicht sich das Ende der Ausbildungszeit verschob.

## Söhne und Töchter Frammersbachs
- Gerd Amrhein (* 1964), Triathlet, Mitglied der deutschen Triathlon-Nationalmannschaft von 1986 bis 1993, Deutscher Duathlonmeister 1991
- Burkhard Büdel (* 1953), Flechtenforscher, Professor an der Universität Kaiserslautern
- Eduard Friedel (1871–1949), Ministerialbeamter im bayerischen Eisenbahnwesen
- Johann Bartholomäus Goßmann (1811–1854), Klassischer Philologe, Historiker und Fachautor
- Lennart Karl (* 2008), Fußballspieler (FC Bayern München)
- Michael Zachrau (* 1994), Skeletonfahrer